# المحكمة العسكرية الدولية للشرق الأقصى
المحكمة العسكرية الدولية للشرق الأقصى (بالإنجليزية: The International Military Tribunal for the Far East)‏ اختصار (IMTFE)، ويعرف «محكمة جرائم الحرب بطوكيو»، أقيم المحكمة اليابانية في الإمبراطورية اليابانية بتاريخ 29 أبريل 1946، وقد تم استدعاء جميع العسكريين اليابانيين بإستثناء العائلة المالكة اليابانية، وقد تم حكم المدانين مابين السجن لسنوات وحكم الإعدام، والذي يشرف على المحكمة العسكرية من دول بلدان معادية للمحور.

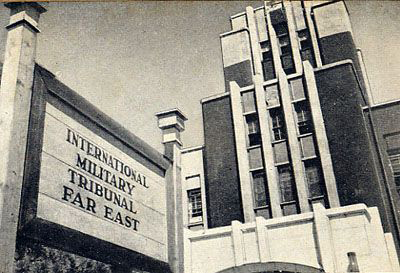
مقر المحكمة الدولية في طوكيو.

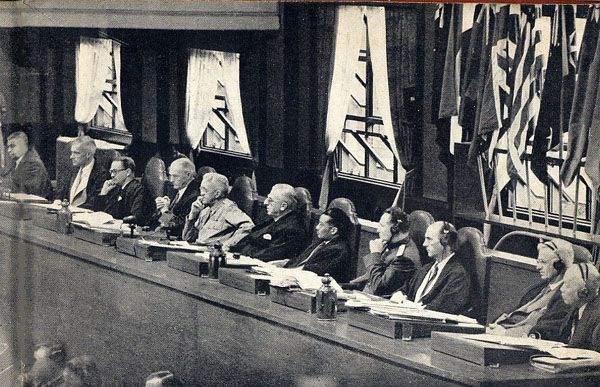
المحكمة

في 19 يناير 1946، أصدر ماك آرثر إعلانًا خاصًا يأمر بإنشاء محكمة عسكرية دولية للشرق الأقصى (IMTFE). وفي نفس اليوم، وافق أيضًا على ميثاق المحكمة العسكرية الدولية للشرق الأقصى (CIMTFE)، والذي ينص على كيفية تشكيلها والجرائم التي كان عليها النظر فيها وكيف المحكمة ستعمل. اتبع الميثاق عمومًا النموذج الذي حددته محاكمات نورمبرغ. في 25 أبريل، وفقا لأحكام المادة 7 من CIMTFE ، صدرت القواعد الإجرائية الأصلية للمحكمة العسكرية الدولية للشرق الأقصى مع تعديلات. <ref>ضمن الوثائق المتعلقة بـ IMTFE ، يشار إليها أيضًا باسم «الميثاق».<ref>
في 19 يناير 1946، أصدر ماك آرثر إعلانًا خاصًا يأمر بإنشاء محكمة عسكرية دولية للشرق الأقصى (IMTFE). وفي نفس اليوم، وافق أيضًا على ميثاق المحكمة العسكرية الدولية للشرق الأقصى (CIMTFE)، والذي ينص على كيفية تشكيلها والجرائم التي كان عليها النظر فيها وكيف المحكمة ستعمل. اتبع الميثاق عمومًا النموذج الذي حددته محاكمات نورمبرغ. في 25 أبريل، وفقا لأحكام المادة 7 من CIMTFE ، صدرت القواعد الإجرائية الأصلية للمحكمة العسكرية الدولية للشرق الأقصى مع تعديلات.